# Luis de Landecho

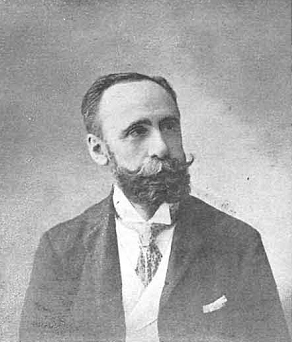
Luis de Landecho, retratado por Manuel Compañy.

Luis de Landecho y Jordán de Urríes (Bilbao, 7 de abril de 1852 - Madrid, 10 de noviembre de 1941) fue un arquitecto español. Heredó el título de conde de Superunda.

## Carrera
Se licenció en 1876 de arquitectura en Madrid. Colaboró con el arquitecto José Segundo de Lema, introductor en España de las teorías de Viollet-le-Duc, en el palacio de Zabálburu de Madrid (1876), siguiendo las tendencias del racionalismo neogótico y aprendiendo la utilización y estética del ladrillo visto, combinado con la piedra y el metal. Posteriormente realizaría varias reformas en el mismo en 1911, 1917 y 1919. 
Entre 1882 y 1884, construye el Ateneo de Madrid junto a Enrique Fort y Guyenet y en 1902, edificios de viviendas en la calle de Sagasta, 33-35. Levanta en la calle San Vicente Ferrer, 20, también de Madrid, otro edificio de viviendas, donde emplea decoración modernista.
Construye la Iglesia de San Francisco de Asís (Bilbao) entre 1890 y 1902, neogótica, por la que recibió la Medalla de Oro de la Exposición de Bellas Artes en Madrid.
En 1900 es nombrado senador por la provincia de Burgos, siendo, más tarde, senador por la provincia de Lérida (1903-1905) y por la provincia de Teruel (1907-1910).
De 1903 a 1909 realizó la sede de la antigua Sociedad de Gasificación Industrial, entre las actuales calles Acanto, Ombú y Pedro Bosch, en Madrid. En 1906, construye por encargo de los infantes doña María Teresa y don Fernando de Baviera, el palacio de la Cuesta de la Vega, que servirá de residencia en Madrid a los mismos.

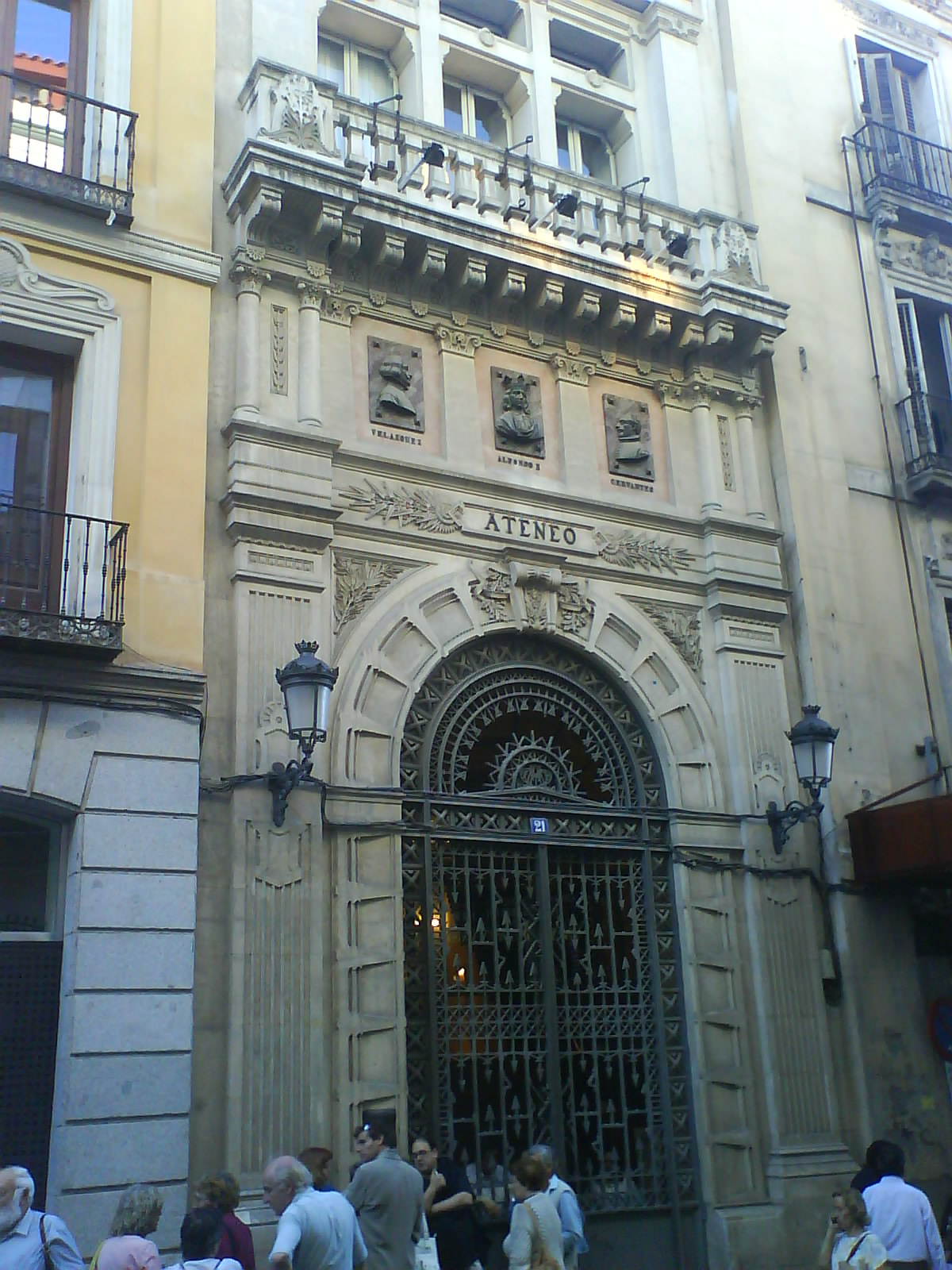
Fachada de la sede del Ateneo de Madrid, edificio del que fue coautor junto con Enrique Fort.

Entre 1904 y 1924 construye la Casa de Salud y Escuela de Matronas de Santa Cristina, en la calle O’Donnell de Madrid.
Es comisionado en 1908 por el rey Alfonso XIII para la construcción del Hotel Ritz en Madrid, junto con su discípulo Lorenzo Gallego, siguiendo el proyecto diseñado por el arquitecto francés Charles Frédéric Mewès, famoso por haber realizado varios hoteles de la cadena Ritz. Según el monarca, debería ser un elegante y moderno hotel que superara al Hotel Ritz (París), que había visitado ese mismo año.
En 1922, el duque de Parcent le encarga la reforma del Palacio de Parcent, situado en Madrid.

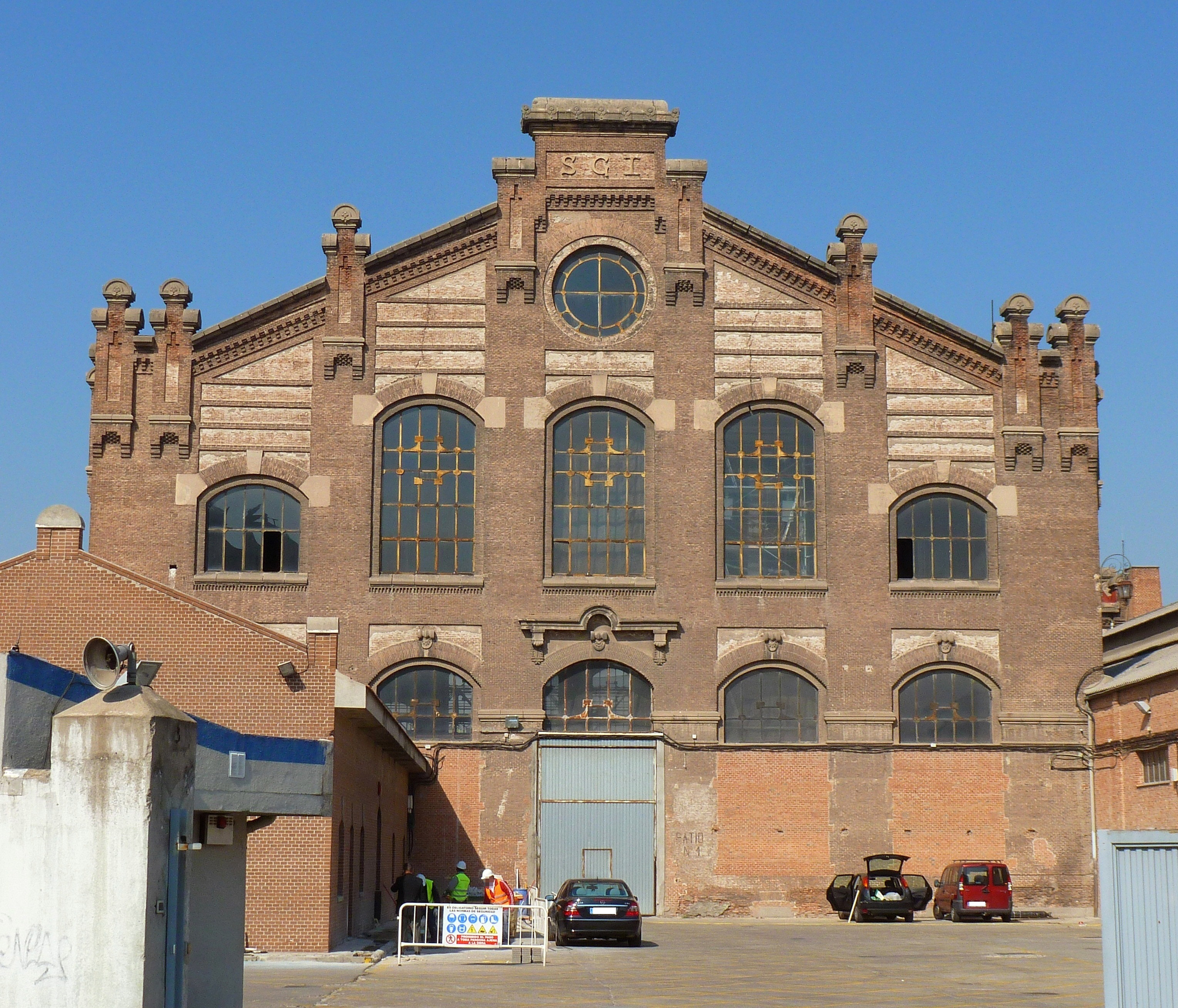
Antiguo edificio de motores de la Sociedad de Gasificación Industrial, en el Cerro de la Plata, en las inmediaciones de la calle de Méndez Álvaro.

Fue elegido por méritos para representar a los arquitectos, como presidente de la Junta Facultativa de Construcciones Civiles, en la Junta para la construcción de la Ciudad Universitaria de Madrid, que se creó con destacadas personalidades, a instancias del rey Alfonso XIII el 17 de mayo de 1927. Posteriormente, en este cargo le sustituiría, a instancias suyas, por la edad, el arquitecto Modesto López Otero. 
Su trayectoria profesional la realizó casi toda en Madrid, donde vivía en la calle de la Reina, 19. Su estilo, debido a su formación académica del momento, se basaba en las corrientes tradicionalistas y academicistas y fue un seguidor de Viollet-le-Duc. Practicó el estilo neogótico y el neomudéjar y sobre todo, utilizó un estilo ecléctico.
Fue miembro de la Real Academia de Bellas Artes de San Fernando de Madrid. En 1908 es nombrado Hermano Mayor en la Real Congregación de Arquitectos de Nuestra Señora de Belén en su Huida a Egipto instalada en la misma calle de la Reina, donde vivía y también perteneció a la Asociación Española para el Progreso de las Ciencias.